# Республіка Горців Кавказу
42°49′00″ пн. ш. 47°07′00″ сх. д. / 42.81666667° пн. ш. 47.11666667° сх. д.

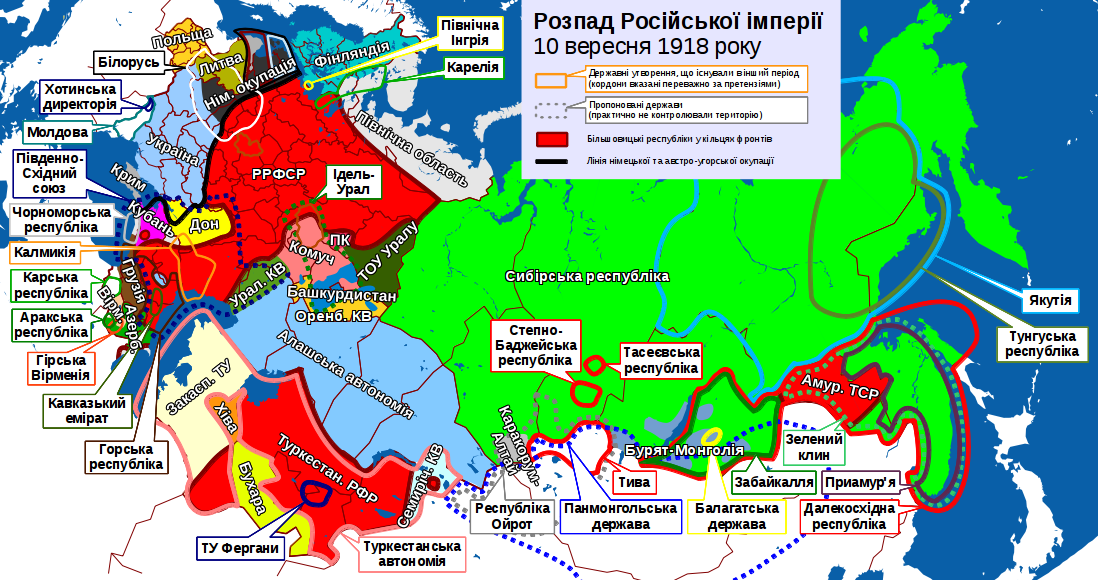
Горська республіка на карті розпаду Російської імперії

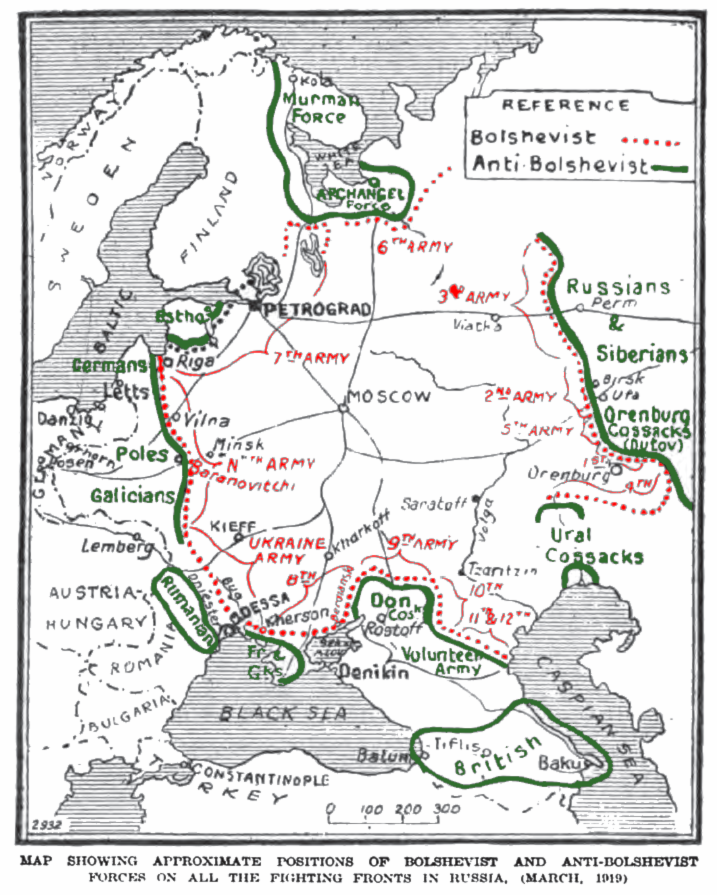
Положення більшовицьких та антибільшовицьких сил у березні 1919. Територія Гірської республіки зайнята військами добровільної армії генерала Денікіна

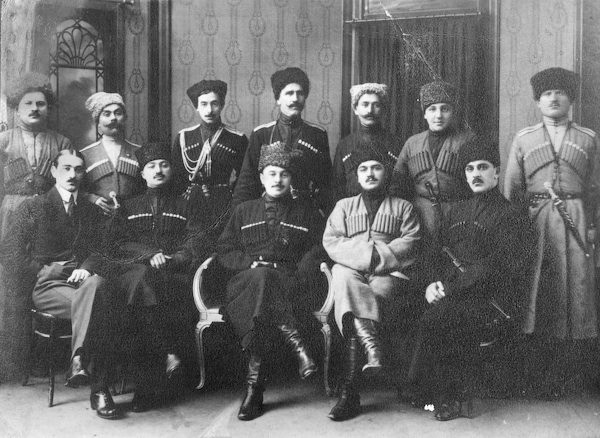
Лідери Гірської республіки

Гірська республіка (Гірська автономія; чеч. Ламанхойн республика) — держава, проголошена у листопаді 1917 року на території Дагестану й гірських округів Терської області Центральним комітетом Союзу об'єднаних горців Північного Кавказу й Дагестану. Цим самим рішенням ЦК Союзу був перетворений на Гірський уряд.

## Історія

### Перший гірський уряд
Головою уряду став чеченський землевласник і нафтопромисловець Абдул-Межид Чермоєв.
Одночасно був укладений союз між Гірським урядом та Військовим урядом Терського козацького війська та створено об'єднаний Терсько-Дагестанський уряд, до якого увійшла більша частина Гірського уряду.
Гірський уряд, однак, міг розраховувати на визнання лише на території Дагестану, причому навіть тут його не усюди визнавали, особливо в аулах, що межували із Чечнею. Сам уряд не мав постійної резиденції. Так Гайдар Бамматов, що вважався міністром закордонних справ, перебував постійно у Тифлісі у пошуках покровительства «зовнішньої сили» — спочатку Османської імперії, а надалі — Великої Британії. Головні міста Дагестану знаходились під владою рад депутатів та міських самоуправлінь, які отримували підтримку із радянської Астрахані й від солдатських ешелонів, що повертались по домівках з Кавказького й Перського фронтів Першої світової війни, що розпались.
Гірському уряду підпорядковувались 1-й та 2-й Дагестанські кінні полки зі складу білогвардійських Кавказького Туземного корпусу. 1-й Дагестанський кінний полк, який після участі у Корніловському заколоті був розквартирований у слободі Хасав'юрт на північ від Петровська (нині Махачкала), 1 листопада 1917 року очолив полковник князь Нух-Бек Шамхал Тарковський. Йому удалось вивести полк до Темір-Хан-Шура (нині Буйнакськ) для подальшого переформування й використання у воєнних діях проти радянських військ. До початку 1918 року положення у Темір-Хан-Шурі було критичним. 2-й Дагестанський кінний полк під командою полковника Нахібашева не зміг утримати Петровськ та з великими втратами відійшов у напрямку на Шуру, зупинившись у поселенні Кумтор-Кале. Тарковський, привівши свій полк до Темір-Хан-Шура, приступив до формування надійних частин, для чого звів два Дагестанських полки в один, створивши собі базу у поселенні Кумтор-Кале та зайнявши найближчу й останню залізничну станцію Шамхал (далі залізничні колії були знищені чеченцями).
Дагестан у цей час існував лише завдяки багатому хлібом Хасав-Юртському округу, тоді як підвезення решти продуктів, що здійснювалось залізницею через Владикавказ, припинилось. Чеченці та аухівці постійними нападами на російських поселенців змусили їх залишити обжиті місця.
В результаті міжнаціональних конфліктів, що загострились, початку громадянської війни на Північному Кавказі у січні-лютому 1918 року й наступного проголошення Терської радянської республіки, Терсько-Дагестанський та Гірський уряди фактично втратили владу й розпались. Останні їх рештки 5 березня 1918 року втекли з Владикавказа до соціал-демократичної Грузії.

### Другий гірський уряд
11 травня 1918 року у зайнятому османськими військами Батумі після завершення перемовин з османським урядом делегація керівників Північного Кавказу проголосила незалежність Республіки Союзу горців Північного Кавказу і створили новий Гірський уряд, що звернувся за підтримкою до Османської й Німецької імперії.
До складу уряду увійшли колишні члени уряду Гірської республіки і частина членів Терсько-Дагестанського уряду, в тому числі прем'єр-міністр Чермоєв та військовий міністр князь Нух-Бек Шамхал Тарковський.
25 вересня 1918 року Тарковський підписав у Порт-Петровську угоду з козацьким генералом Л. Ф. Бічераховим про спільну боротьбу проти Радянської влади. 30.09.1918 уряд Гірської республіки оголосив про скасування всіх декретів Радянської влади, денаціоналізації лісів, пасовищ, водних ресурсів. У листопаді 1918 року після заволодіння османськими військами міста Темір-Хан-Шура. Гірський уряд переїхав сюди. Тарковський склав із себе диктаторські повноваження, і 17 листопада уряд підписав угоду з османським головнокомандувачем Ф. Юсуф-Ізетт-пашою про перебування у Дагестані османських військ.

### Шаріатські суди. Саморозпуск.
У зв'язку з поразкою Німецької й Османської імперій у Першій світовій війні й відходом османських військ із Закавказзя й Дагестану, Гірський уряд був реорганізований, та наприкінці 1918 року гірський з'їзд у Темір-Хан-Шурі затвердив главою коаліційного кабінету Пшемахо Коцева. Були укладені угоди із загоном терських козаків, що знаходились у Дагестані та з представником Добровольчої армії в Баку генералом І. Г. Ерделі. За допомогою Грузинської Демократичної Республіки, Азербайджанської Демократичної Республіки й Антанти було розпочато формування власних загонів. У січні 1919 року були створені військово-шаріатські суди.
Навесні 1919 року Дагестан зайняли війська генерала Денікіна, після чого Гірський уряд заявив про саморозпуск та знову евакуювався до Тифлісу.